# Druga Liga 1968-1969
La Druga savezna liga SFRJ 1968-1969, conosciuta semplicemente come Druga liga 1968-1969, fu la 23ª edizione della seconda divisione del campionato jugoslavo di calcio. 
Dopo 10 edizioni basate su due gironi Ovest ed Est (Zapad e Istok), ove in quello occidentale erano inserite le squadre provenienti da Slovenia, Croazia e Bosnia Erzegovina, mentre in quello orientale quelle da Serbia, Montenegro e Macedonia, questa è stata la prima impostata su quattro gironi Ovest, Nord, Sud ed Est (Zapad, Sever, Jug e Istok) senza divisioni nette fra i confini delle repubbliche.
Le prime due classificate di ogni girone (totale otto squadre) disputarono gli spareggi-promozione per due posti in Prva Liga 1969-1970.

## Provenienza
| Slovenia                        | Croazia | Bosnia Erzegovina | Serbia                                                                                               | Serbia | Serbia                                 | Montenegro                                                                             | Macedonia                                                  |
| Slovenia                        | Croazia | Bosnia Erzegovina | Voivodina                                                                                            | Serbia Centrale | Kosovo                                 | Montenegro                                                                             | Macedonia                                                  |
| ------------------------------- | --- | --- | --- | --- | -------------------------------------- | -------------------------------------------------------------------------------------- | ---------------------------------------------------------- |
| - Aluminij - ŽNK Lubiana - Mura | - Belišće - Borovo - BSK Slavonski Brod - Dinamo Vinkovci - GOŠK Dubrovnik - Istria - Lokomotiva Zagabria - Metalac Zagabria - Orijent - Osijek - Sebenico - RNK Spalato - Trešnjevka - Varteks Varaždin - Zara - Zmaj Makarska | - Borac Banja Luka - Borac Čapljina - Borac Travnik - Bosna Sarajevo - BSK Banja Luka - Famos Hrasnica - Jedinstvo Bihać - Jedinstvo Brčko - Leotar - Pofalički Sarajevo - Rudar Kakanj - Rudar Ljubija - Sloboda Tuzla - ZSK Zenica | - Bačka B. Palanka - Crvenka - Dinamo Pančevo - Novi Sad - Radnički Sombor - Spartak Subotica - Srem | - Borac Čačak - Dubočica Leskovac - EI Mladost Niš - Mladost S. Palanka - Napredak Kruševac - Radnički Belgrado - Radnički Kragujevac - Sloboda Užice - Sloga Kraljevo - Voždovački - Železničar Niš | - Buducnost Peć - Priština - FK Trepča | - Budućnost - Čelik Nikšić - Jedinstvo Bijelo Polje - Lovćen - OFK Titograd - Sutjeska | - Bregalnica Štip - Pobeda - Rabotnički - Tikveš Kavadarci |

## Girone Ovest

### Profili
| Squadra             | Città         | Stadio                | Stagione 1967-68 | Stagione 1967-68      |
| Squadra             | Città         | Stadio                | Pos.             | Divisione             |
| ------------------- | ------------- | --------------------- | ---------------- | --------------------- |
| Rudar Ljubija       | Prijedor      | Gradski stadion       | 4º               | Druga liga Ovest      |
| Borac Banja Luka    | Banja Luka    | Gradski stadion       | 7º               | Druga liga Ovest      |
| RNK Split           | Spalato       | Park Skojevaca        | 8º               | Druga liga Ovest      |
| Varteks Varaždin    | Varaždin      | Stadion Varteks       | 13º              | Druga liga Ovest      |
| Lokomotiva Zagabria | Zagabria      | Stadio Maksimir       | 14º              | Druga liga Ovest      |
| Šibenik             | Sebenico      | Stadion Šubićevac     | 15º              | Druga liga Ovest      |
| Trešnjevka          | Zagabria      | Igralište Graba       | 17º              | Druga liga Ovest      |
| Aluminij            | Kidričevo     | Športni park Aluminij | 18º              | Druga liga Ovest      |
| Ljubljana           | Lubiana       | Stadion ŽŠD           | 1º               | Slovenska liga        |
| Mura                | Murska Sobota | Stadion Fazanerija    | 2º               | Slovenska liga        |
| Orijent             | Sussak, Fiume | Stadion Krimeja       | 1º               | Riječko-istarska zona |
| Istria              | Pola          | Stadion Veruda        | 2º               | Riječko-istarska zona |
| Metalac Zagabria    | Zagabria      | Stadion Metalac       | 1º               | Zagrebačka zona       |
| Zara                | Zara          | Stadion Stanovi       | 1º               | Dalmatinska zona      |
| BSK Banja Luka      | Banja Luka    | Stadion Čaire         | 1º               | Banjalučka zona       |
| Jedinstvo Bihać     | Bihać         | Stadion pod Borićima  | 2º               | Banjalučka zona       |

### Classifica
|  | Pos. | Squadra             | Pt | G  | V  | N  | P  | GF | GS  | DR  |
|  | ---- | ------------------- | -- | -- | -- | -- | -- | -- | --- | --- |
|  | 1.   | Orijent             | 49 | 30 | 23 | 3  | 4  | 79 | 27  | +52 |
|  | 2.   | Borac Banja Luka    | 44 | 30 | 18 | 8  | 4  | 93 | 24  | +69 |
|  | 3.   | Varteks Varaždin    | 37 | 30 | 14 | 9  | 7  | 57 | 33  | +24 |
|  | 4.   | Rudar Ljubija       | 37 | 30 | 16 | 5  | 9  | 54 | 34  | +20 |
|  | 5.   | Trešnjevka          | 36 | 30 | 14 | 8  | 8  | 44 | 31  | +13 |
|  | 6.   | Sebenico            | 34 | 30 | 11 | 12 | 7  | 52 | 42  | +10 |
|  | 7.   | RNK Spalato         | 31 | 30 | 12 | 7  | 11 | 50 | 47  | +3  |
|  | 8.   | Metalac Zagabria    | 31 | 30 | 13 | 5  | 12 | 48 | 54  | −6  |
|  | 9.   | Lokomotiva Zagabria | 28 | 30 | 11 | 6  | 13 | 40 | 44  | −4  |
|  | 10.  | Zara                | 28 | 30 | 9  | 10 | 11 | 40 | 49  | −9  |
|  | 11.  | ŽNK Lubiana         | 26 | 30 | 11 | 4  | 15 | 46 | 49  | −3  |
|  | 12.  | BSK Banja Luka      | 26 | 30 | 11 | 4  | 15 | 51 | 61  | −10 |
|  | 13.  | Mura                | 25 | 30 | 8  | 9  | 13 | 54 | 53  | +1  |
|  | 14.  | Istria              | 21 | 30 | 7  | 7  | 16 | 30 | 51  | −21 |
|  | 15.  | Jedinstvo Bihać     | 19 | 30 | 8  | 3  | 19 | 28 | 59  | −31 |
|  | 16.  | Aluminij            | 8  | 30 | 3  | 2  | 25 | 23 | 122 | −99 |

Legenda:

      Promossa in Prva Liga 1969-1970 dopo gli spareggi.

  Partecipa agli spareggi promozione/retrocessione.

      Retrocessa in terza divisione jugoslava 1969-1970.

      Esclusa dal campionato.
Note:

Due punti a vittoria, uno a pareggio, zero a sconfitta.
In caso di arrivo di due o più squadre a pari punti, la graduatoria viene stilata secondo la differenza reti tra le squadre interessate.

### Classifica marcatori
| Reti | Marcatore      | Squadra |
| ---- | -------------- | ------- |
| 33   | Fazlić Husnija | Borac   |
| 26   | Hrgić          | Borac   |
| 25   | Bećirbašić     | BSK     |
| 21   | Župetić        | Metalac |
| 19   | Brnelić        | Orijent |

## Girone Nord

### Profili
| Squadra            | Città              | Stadio                | Stagione 1967-68 | Stagione 1967-68 |
| Squadra            | Città              | Stadio                | Pos.             | Divisione        |
| ------------------ | ------------------ | --------------------- | ---------------- | ---------------- |
| Sloboda Tuzla      | Tuzla              | Stadion Tušanj        | 2º               | Druga liga Ovest |
| Osijek             | Osijek             | Igralište kraj Drave  | 3º               | Druga liga Ovest |
| Borovo             | Borovo             | Gradski stadion       | 4º               | Druga liga Ovest |
| Belišće            | Belišće            | Gradski stadion       | 9º               | Druga liga Ovest |
| BSK Slavonski Brod | Slavonski Brod     | Stadion uz Savu       | 16º              | Druga liga Ovest |
| Bačka B. Palanka   | Bačka Palanka      | Gradski stadion       | 4º               | Druga liga Est   |
| Radnički Sombor    | Sombor             | Gradski stadion       | 6º               | Druga liga Est   |
| Crvenka            | Crvenka            | Stadion Crvenka       | 9º               | Druga liga Est   |
| Spartak Subotica   | Subotica           | Gradski stadion       | 12º              | Druga liga Est   |
| Srem               | Sremska Mitrovica  | Stadion Promenada     | 13º              | Druga liga Est   |
| Voždovački         | Voždovac, Belgrado | Stadion Voždovac      | 18º              | Druga liga Est   |
| Dinamo Vinkovci    | Vinkovci           | Stadion Mladosti      | 1º               | Slavonska zona   |
| Jedinstvo Brčko    | Brčko              | Gradski stadion       | 1º               | Tuzlanska zona   |
| Novi Sad           | Novi Sad           | Stadion Detelinara    | 1º               | Srpska liga Nord |
| Radnički Beograd   | Belgrado           | Igralište Viline vode | 2º               | Srpska liga Nord |
| Dinamo Pančevo     | Pančevo            | Gradski stadion       | 3º               | Srpska liga Nord |

### Classifica
|  | Pos. | Squadra            | Pt | G  | V  | N  | P  | GF | GS | DR  |
|  | ---- | ------------------ | -- | -- | -- | -- | -- | -- | -- | --- |
|  | 1.   | Sloboda Tuzla      | 50 | 30 | 22 | 6  | 2  | 68 | 21 | +47 |
|  | 2.   | Crvenka            | 45 | 30 | 21 | 3  | 6  | 68 | 37 | +31 |
|  | 3.   | Osijek             | 43 | 30 | 19 | 5  | 6  | 67 | 31 | +36 |
|  | 4.   | Borovo             | 36 | 30 | 14 | 8  | 8  | 41 | 34 | +7  |
|  | 5.   | Radnički Belgrado  | 33 | 30 | 12 | 9  | 9  | 44 | 32 | +12 |
|  | 6.   | Jedinstvo Brčko    | 32 | 30 | 11 | 10 | 9  | 34 | 36 | −2  |
|  | 7.   | Bačka B. Palanka   | 31 | 30 | 13 | 5  | 9  | 39 | 39 | 0   |
|  | 8.   | Dinamo Pančevo     | 29 | 30 | 10 | 9  | 11 | 46 | 45 | +1  |
|  | 9.   | Spartak Subotica   | 29 | 30 | 13 | 3  | 14 | 48 | 50 | −2  |
|  | 10.  | BSK Slavonski Brod | 29 | 30 | 10 | 9  | 11 | 41 | 43 | −2  |
|  | 11.  | Novi Sad           | 23 | 30 | 9  | 5  | 16 | 41 | 57 | −16 |
|  | 12.  | Belišće            | 22 | 30 | 6  | 10 | 14 | 39 | 58 | −19 |
|  | 13.  | Dinamo Vinkovci    | 21 | 30 | 7  | 7  | 16 | 40 | 58 | −18 |
|  | 14.  | Voždovački         | 21 | 30 | 7  | 7  | 16 | 31 | 50 | −19 |
|  | 15.  | Srem               | 19 | 30 | 6  | 7  | 17 | 34 | 58 | −24 |
|  | 16.  | Radnički Sombor    | 16 | 30 | 5  | 6  | 9  | 39 | 71 | −32 |

Legenda:

      Promossa in Prva Liga 1969-1970 dopo gli spareggi.

  Partecipa agli spareggi promozione/retrocessione.

      Retrocessa in terza divisione jugoslava 1969-1970.

      Esclusa dal campionato.
Note:

Due punti a vittoria, uno a pareggio, zero a sconfitta.
In caso di arrivo di due o più squadre a pari punti, la graduatoria viene stilata secondo la differenza reti tra le squadre interessate.

## Girone Sud

### Profili
| Squadra        | Città        | Stadio                   | Stagione 1967-68 | Stagione 1967-68        |
| Squadra        | Città        | Stadio                   | Pos.             | Divisione               |
| -------------- | ------------ | ------------------------ | ---------------- | ----------------------- |
| Famos Hrasnica | Hrasnica     | Stadion Famos            | 5º               | Druga liga Ovest        |
| Borac Travnik  | Travnik      | Stadion Pirota           | 10º              | Druga liga Ovest        |
| Leotar         | Trebigne     | Stadion Police           | 11º              | Druga liga Ovest        |
| Rudar Kakanj   | Kakanj       | Stadion Rudara           | 12º              | Druga liga Ovest        |
| Budućnost      | Titograd     | Stadion Pod Goricom      | 4º               | Druga liga Est          |
| Lovćen         | Cettigne     | Stadion Obilića Poljana  | 8º               | Druga liga Est          |
| Sutjeska       | Nikšić       | Stadion kraj Bistrice    | 16º              | Druga liga Est          |
| Bosna Sarajevo | Sarajevo     | Pomoćni Stadion Koševo   | 1º               | Sarajevsko–Zenička zona |
| Pofalički      | Sarajevo     | ?                        | 2º               | Sarajevsko–Zenička zona |
| ZSK Zenica     | Zenica       | ?                        | 3º               | Sarajevsko–Zenička zona |
| GOŠK Dubrovnik | Ragusa       | Stadion Lapad            | 1º               | Hercegovačka zona       |
| Borac Čapljina | Čapljina     | Stadion Bjelave          | 2º               | Hercegovačka zona       |
| Zmaj Makarska  | Macarsca     | Gradski sportski centar  | 4º               | Dalmatinska zona        |
| OFK Titograd   | Titograd     | Stadion Cvijetni Brijeg  | 1º               | Crnogorska liga         |
| Čelik Nikšić   | Nikšić       | Stadion Željezare        | 2º               | Crnogorska liga         |
| Jedinstvo      | Bijelo Polje | Gradski stadion Nikoljac | 3º               | Crnogorska liga         |

### Classifica
|  | Pos. | Squadra                | Pt | G  | V  | N  | P  | GF | GS | DR  |
|  | ---- | ---------------------- | -- | -- | -- | -- | -- | -- | -- | --- |
|  | 1.   | Budućnost              | 45 | 30 | 18 | 9  | 3  | 48 | 15 | +33 |
|  | 2.   | Sutjeska               | 44 | 30 | 19 | 6  | 5  | 67 | 23 | +44 |
|  | 3.   | Bosna Sarajevo         | 42 | 30 | 17 | 8  | 5  | 49 | 25 | +24 |
|  | 4.   | Lovćen                 | 35 | 30 | 12 | 11 | 7  | 35 | 21 | +14 |
|  | 5.   | Pofalički Sarajevo     | 34 | 30 | 12 | 10 | 8  | 41 | 26 | +15 |
|  | 6.   | Famos Hrasnica         | 33 | 30 | 15 | 3  | 12 | 52 | 39 | +13 |
|  | 7.   | OFK Titograd           | 32 | 30 | 12 | 8  | 10 | 35 | 43 | −8  |
|  | 8.   | Borac Travnik          | 31 | 30 | 11 | 9  | 10 | 38 | 43 | −5  |
|  | 9.   | Jedinstvo Bijelo Polje | 30 | 30 | 14 | 2  | 14 | 41 | 36 | +5  |
|  | 10.  | Leotar                 | 29 | 30 | 11 | 8  | 11 | 32 | 30 | +2  |
|  | 11.  | GOŠK Dubrovnik         | 30 | 30 | 12 | 6  | 12 | 34 | 36 | −2  |
|  | 12.  | Rudar Kakanj           | 27 | 30 | 10 | 7  | 13 | 35 | 32 | +3  |
|  | 13.  | Borac Čapljina         | 27 | 30 | 8  | 11 | 11 | 35 | 44 | −9  |
|  | 14.  | ZSK Zenica             | 22 | 30 | 7  | 8  | 15 | 37 | 50 | −13 |
|  | 15.  | Čelik Nikšić           | 14 | 30 | 4  | 6  | 20 | 34 | 71 | −37 |
|  | 16.  | Zmaj Makarska          | 4  | 30 | 1  | 2  | 27 | 17 | 96 | −79 |

Legenda:

      Promossa in Prva Liga 1969-1970 dopo gli spareggi.

  Partecipa agli spareggi promozione/retrocessione.

      Retrocessa in terza divisione jugoslava 1969-1970.

      Esclusa dal campionato.
Note:

Due punti a vittoria, uno a pareggio, zero a sconfitta.
In caso di arrivo di due o più squadre a pari punti, la graduatoria viene stilata secondo la differenza reti tra le squadre interessate.

## Girone Est

### Profili
| Squadra             | Città              | Stadio                    | Stagione 1967-68 | Stagione 1967-68 |
| Squadra             | Città              | Stadio                    | Pos.             | Divisione        |
| ------------------- | ------------------ | ------------------------- | ---------------- | ---------------- |
| FK Trepča           | Kosovska Mitrovica | Stadion Trepča            | 2º               | Druga liga Est   |
| Sloga Kraljevo      | Kraljevo           | Gradski stadion           | 3º               | Druga liga Est   |
| Priština            | Priština           | Gradski stadion           | 7º               | Druga liga Est   |
| Pobeda              | Prilep             | Stadion Goce Delčev       | 10º              | Druga liga Est   |
| Radnički Kragujevac | Kragujevac         | Stadion Čika Dača         | 11º              | Druga liga Est   |
| Sloboda Užice       | Titovo Užice       | Stadion Begluk            | 14º              | Druga liga Est   |
| Borac Čačak         | Čačak              | Stadion kraj Morave       | 15º              | Druga liga Est   |
| Bregalnica Štip     | Štip               | Gradski stadion           | 17º              | Druga liga Est   |
| Mladost S. Palanka  | Sm. Palanka        | Stadion Jasenica          | 1º               | Srpska liga Sud  |
| EI Mladost Niš      | Niš                | ?                         | 2º               | Srpska liga Sud  |
| Napredak Kruševac   | Kruševac           | Stadion Mladost           | 3º               | Srpska liga Sud  |
| Železničar Niš      | Niš                | Stadion kraj Carske pruge | 4º               | Srpska liga Sud  |
| Dubočica Leskovac   | Leskovac           | Gradski stadion           | 5º               | Srpska liga Sud  |
| Buducnost Peć       | Peć                | Gradski stadion           | 10º              | Srpska liga Sud  |
| Rabotnički          | Skopje             | Gradski stadion           | 1º               | Makedonska liga  |
| Tikveš Kavadarci    | Kavadarci          | Gradski stadion           | 2º               | Makedonska liga  |

### Classifica
|  | Pos. | Squadra             | Pt | G  | V  | N  | P  | GF | GS | DR  |
|  | ---- | ------------------- | -- | -- | -- | -- | -- | -- | -- | --- |
|  | 1.   | Radnički Kragujevac | 40 | 30 | 15 | 10 | 5  | 66 | 27 | +39 |
|  | 2.   | FK Trepča           | 38 | 30 | 17 | 4  | 9  | 51 | 36 | +15 |
|  | 3.   | Sloboda Užice       | 36 | 30 | 15 | 6  | 9  | 40 | 28 | +12 |
|  | 4.   | Priština            | 36 | 30 | 14 | 8  | 8  | 52 | 48 | +4  |
|  | 5.   | Rabotnički          | 32 | 30 | 14 | 4  | 12 | 40 | 38 | +2  |
|  | 6.   | Borac Čačak         | 31 | 30 | 10 | 11 | 9  | 32 | 27 | +5  |
|  | 7.   | Dubočica Leskovac   | 29 | 30 | 9  | 11 | 10 | 36 | 30 | +6  |
|  | 8.   | Napredak Kruševac   | 29 | 30 | 9  | 11 | 10 | 26 | 28 | −2  |
|  | 9.   | Bregalnica Štip     | 29 | 30 | 11 | 7  | 12 | 39 | 42 | −3  |
|  | 10.  | Sloga Kraljevo      | 28 | 30 | 10 | 8  | 12 | 36 | 38 | −2  |
|  | 11.  | Železničar Niš      | 27 | 30 | 11 | 5  | 14 | 35 | 42 | −7  |
|  | 12.  | Buducnost Peć       | 27 | 30 | 12 | 3  | 15 | 36 | 55 | −15 |
|  | 13.  | Pobeda              | 26 | 30 | 10 | 6  | 14 | 44 | 45 | −1  |
|  | 14.  | Tikveš Kavadarci    | 26 | 30 | 7  | 12 | 11 | 34 | 39 | −5  |
|  | 15.  | EI Mladost Niš      | 25 | 30 | 10 | 5  | 15 | 32 | 47 | −15 |
|  | 16.  | Mladost S. Palanka  | 21 | 30 | 7  | 7  | 16 | 19 | 48 | −29 |

Legenda:

      Promossa in Prva Liga 1969-1970 dopo gli spareggi.

  Partecipa agli spareggi promozione/retrocessione.

      Retrocessa in terza divisione jugoslava 1969-1970.

      Esclusa dal campionato.
Note:

Due punti a vittoria, uno a pareggio, zero a sconfitta.
In caso di arrivo di due o più squadre a pari punti, la graduatoria viene stilata secondo la differenza reti tra le squadre interessate.

## Spareggi promozione
Otto squadre (le prime due classificate di ognuno dei quattro gironi) vengono divise in due gruppi col compito di disputare due turni ad eliminazione diretta con gare ad andata e ritorno. Le due vincitrici vengono promosse nella massima divisione.
| Girone | 1ª classificata     | 2ª classificata  |
| ------ | ------------------- | ---------------- |
| Ovest  | Orijent             | Borac Banja Luka |
| Nord   | Sloboda Tuzla       | Crvenka          |
| Sud    | Budućnost           | Sutjeska         |
| Est    | Radnički Kragujevac | FK Trepča        |

| Squadra 1           | Totale | Squadra 2           | Andata | Ritorno |
| ------------------- | ------ | ------------------- | ------ | ------- |
| PRIMO GRUPPO        |        |                     |        |         |
| Semifinali          |        |                     |        |         |
| Borac Banja Luka    | 1−5    | Sloboda Tuzla       | 0−2    | 1−3     |
| FK Trepča           | 1−3    | Budućnost           | 1−0    | 0−3     |
| Finale              |        |                     |        |         |
| Sloboda Tuzla       | 4−1    | Budućnost           | 1−1    | 3−0     |
| SECONDO GRUPPO      |        |                     |        |         |
| Semifinali          |        |                     |        |         |
| Sutjeska            | 3−4    | Radnički Kragujevac | 2−2    | 1−2     |
| Orijent             | 3−5    | Crvenka             | 2−1    | 1−4     |
| Finale              |        |                     |        |         |
| Radnički Kragujevac | 3−1    | Crvenka             | 3−0    | 0−1     |

- Sloboda Tuzla e Radnički Kragujevac promosse in Prva Liga 1969-1970.[7]